# Malquión de Antioquía
Malquión de Antioquía  era un sacerdote antioqueno que estaba encargado de la enseñanza de la retórica en las escuelas de Antioquía, versado además en la dialéctica. Al mismo tiempo que Alejandría se extendía por Palestina, Fenicia, Capadocia y el Ponto, comenzaba Antioquía a manifestarse como un original foco de cultura cristiana.  Llegado ya casi el  final del siglo III, aparecen grandes personalidades relevantes, entre las que destaca Malquión.

## Biografía
Goza de gran predicamento por su extensa erudición, muy estimado por la rectitud de su fe, muy versado en teología, hombre por lo demás elocuente, fue considerado digno del presbiterado de la comunidad local por la excelentísima legitimidad de su fe en Cristo.
A Malquión le cabe el honor de haber probado el carácter herético de las doctrinas de Pablo de Samosata, sobre su posición como monarquianista de tipo adopcionista y haber conseguido su condenación en el 2.º. Concilio de Antioquía, en el año 268, siendo uno de los autores de las cartas escritas en nombre del concilio a Dionisio de Roma y a Máximo de Alejandría.
“Malquión habría emprendido contra él, con taquígrafos que iban registrando la evidencia, una investigación, que sabemos se ha conservado incluso hasta nuestros días, por lo que él solo entre todos fue capaz de sorprender in flagranti a aquel hombre a pesar de su disimulo y engaño”
Durante los debates que precedieron a la condena de Pablo y reaccionando contra él, los Padres de Antioquía, entre ellos Malquión, tomaron dos posiciones que más tarde serían fuente de dificultades: la primera se refiere a la palabra homoousios, aplicada a la Trinidad y la segunda, parece ser que Malquión y los Padres del concilio, queriendo mostrar que Cristo es realmente Dios, compararon su unión con la naturaleza humana de alma y cuerpo.
Malquión es celebrado como santo, el 28 de octubre.